# Dudley Ryder (juge)
Pour les articles homonymes, voir Dudley Ryder.
Dudley Ryder (4 novembre 1691 - 25 mai 1756), de Tooting Surrey, est un avocat, diariste et homme politique britannique, qui siège à la Chambre des communes de 1733 à 1754, année où il est nommé Lord juge en chef d'Angleterre et du pays de Galles.

## Jeunesse
Il est le deuxième fils de Richard Ryder, un drapier de Hackney, dans le Middlesex, et sa deuxième épouse, Elizabeth Marshall, fille de William Marshall, du Lincoln's Inn. Il étudie dans une académie dissidente à Hackney et à l'Université d'Édimbourg, en Écosse, et à l'Université de Leyde aux Pays-Bas. Il se rend au Middle Temple en 1713 (où il tient un journal de 1715 à 1716 dans lequel il note avec minutie «tout ce qui me paraissait digne d'être observé dans la journée». En 1719, il est admis au barreau. Il épouse Anne Newnham, fille de Nathaniel Newnham de Streatham, dans le Surrey, en novembre 1733 .

## Carrière
Il est élu député de St Germans lors d'une élection partielle le 1er mars 1733. Il est nommé solliciteur général de Sir Robert Walpole en 1733. Aux élections générales britanniques de 1734, il passe à Tiverton où il est réélu sans opposition en tant que député. Il est nommé procureur général en 1737. À la création du Foundling Hospital à Londres en 1739, il est l'un des gouverneurs fondateurs. En 1740, il est fait chevalier. Aux élections générales de 1741, il est en tête du scrutin et est réélu sans opposition en 1747. Le 2 mai 1754, il est nommé conseiller privé et juge en chef du banc du roi, poste qu'il occupe jusqu'à sa mort. Il ne se présente pas aux élections législatives de 1754. Le roi refusa sa demande de pairie jusqu'à ce qu'il ait exercé ses fonctions pendant deux ans. Le 24 mai 1756, le roi signe un brevet lui attribuant le statut de pair, mais Ryder meurt le lendemain sans en avoir pris possession .
Horace Walpole pensait que Ryder était "un homme d'une bonté et d'une intégrité singulières; de la plus haute réputation de sa profession, du plus bas de la Chambre, où il a lassé l'audience par la multiplicité de ses arguments; ressemblant au médecin qui a ordonné la composition d'un médicament de tous les simples dans un pré, car il doit y en avoir au moins qui conviendraient " .
Ryder est mort en laissant un fils, Nathaniel, devenu baron Harrowby.